# سیارک ۴۸۷۴
سیارک ۴۸۷۴ (به انگلیسی: 4874 Burke، نامگذاری:1991AW) چهار هزار و هشتصد و هفتاد و چهارمین سیارک کشف شده‌است که در ۱۲ ژانویه ۱۹۹۱ کشف شد.
قدر مطلق سیارک برابر ۱۲٫۰۰ است.